# ベルナルダ・チュトゥク
ベルナルダ・チュトゥク（Bernarda Ćutuk、1990年12月22日 - ）は、クロアチアの元女子バレーボール選手。現役時代のポジションはミドルブロッカー。元クロアチア代表。

## 来歴
- クラブチーム

ザグレブ出身。2006年、HAOK Mladost Zagrebへ入団。5年間在籍し、2009/10シーズンの国内リーグでは3位となった。2011年、ŽOK Rijekaへ移籍し、2011/12シーズンの国内リーグで優勝を果たした。2012年、ドイツのSCポツダムへ移籍し、3年間プレーした。2016年3月、イタリアのLJ Modenaへの移籍が発表され、2015/16シーズンのセリエA1リーグで3位となった。その後、VK UP Olomoucへ入団し、2016/17シーズンのチェコリーグで準優勝、チェコカップで優勝した。2017/18シーズンのリーグをもって現役引退した。
- 代表チーム

アンダーカテゴリーの代表として2008年、U-20欧州選手権に出場した。2013年、シニア代表に初選出され、同年の欧州選手権でデビューし5位となった。2014年、ワールドグランプリ、世界選手権に出場した。2015年の欧州選手権、2017年の欧州選手権に出場した。

## 球歴
- 世界選手権 - 2014年
- 欧州選手権 - 2013年、2015年、2017年
- ワールドグランプリ - 2014年、2015年

## 所属クラブ
- HAOK Mladost Zagreb（2006-2011年）
- ŽOK Rijeka（2011-2012年）
- SCポツダム（2012-2015年）
- LJ Modena（2015-2016年）
- VK UP Olomouc（2016-2018年）